# آرثر الأول دوق بريتاني

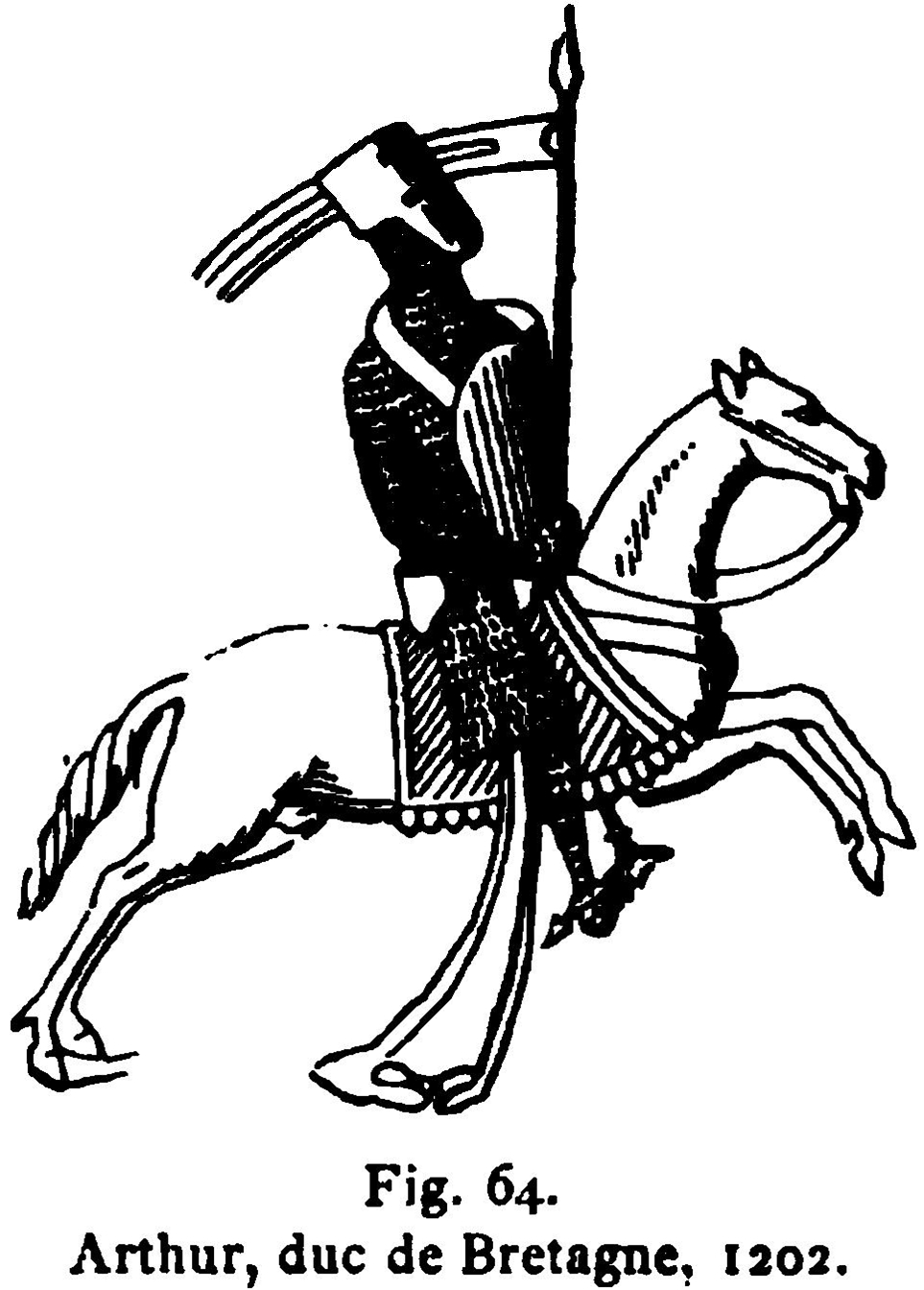
آرثر الأول

آرثر الأول (29 مارس 1187 - 1203 على الأرجح) هو دوق بريتاني ما بين عامي 1196-1202، وهو الابن الأصغر لجيوفري الثاني دوق بريتاني وولد بعد وفاة والده، وهو حفيد هنري الثاني. كما كان كونت ريتشموند. عينّه عمه ريتشارد قلب الأسد ولياً للعهد وفضّله بذلك على عمه جون الأخ الأصغر لريتشارد. نودي به ملكا من قبل نبلاء أنجو وتوران ومين، وذلك بعد موت ريتشارد عام 1199، رغم أن النبلاء الإنجليز انحازوا بجانب جون. تم تنصيبه فارسا من قبل فيليب الثاني ملك فرنسا، وتم منحه إقليم بريتاني والأراضي الفرنسية الواقعة تحت حكم إنجلترا. وكان جون قد حطّ في نورماندي في نفس السنة، فقام فيليب بمساندة آرثر وجابه جون في الميدان، إلا أنهما أقاما معاهدة سلام بعد سنة. اندلعت الحرب مجددا عام 1202، حيث انتفض اقليم بواتو على الإنجليز، وتقدم آرثر ليحاصر قلعة ميرابو قبل أن يتم أسره. أُسر آرثر من قبل عمه جون وأخذه إلى روان واختفى في أبريل 1203، ويُعتقد أن جون قتله في ذلك العام. تروي الحكايات أن جون كان أغرقه في السين بيديه. وذكر رافايل هولينزهيد قصته في كتابه "الوقائع"، وأخذ وليم شكسبير من هولينزهيد في مسرحية الملك جون، إلا أنه أضاف أحداثا وتفاصيل من نسج خياله.